# Aeródromo Santa Adriana
El Aeródromo Santa Adriana (OACI: SCAD) es un terminal aéreo ubicado cerca de Ovalle, en la Provincia de Limarí, Región de Coquimbo, Chile. Es de propiedad pública.